# Bill Ackman
William Albert Ackman (Chappaqua, 11 maggio 1966) è un imprenditore statunitense, miliardario, gestore di hedge fund americano, fondatore e amministratore delegato di Pershing Square Capital Management, una società di gestione di hedge fund. Il suo approccio agli investimenti lo ha reso un investitore attivista. Nel giugno 2024, il patrimonio netto di Ackman è stato stimato a 9,3 miliardi di dollari da Forbes..

## Biografia
Ackman è cresciuto a Chappaqua, New York. È di origine ebraica ashkenazita. Nel 1988 ha conseguito una laurea magna cum laude in studi sociali presso l'Harvard College, a Cambridge, Massachusetts. La sua tesi era intitolata Scaling the Ivy Wall: The Jewish and Asian American Experience in Harvard Admissions. Nel 1992 ha conseguito un Master in Business Administration presso la Harvard Business School.

### Partner di Gotham
Nel 1992 Ackman ha fondato la società di investimento Gotham Partners con il collega laureato di Harvard David P. Berkowitz. L'azienda ha effettuato piccoli investimenti in società pubbliche. Nel 1995 Ackman ha collaborato con la società assicurativa e immobiliare Leucadia National per fare un'offerta per il Rockefeller Center. Sebbene non abbiano vinto l'accordo, l'offerta ha suscitato interesse per Gotham da parte degli investitori: tre anni dopo, Gotham aveva 500 milioni di dollari di asset in gestione (AUM). Nel 2002 Gotham era entrata in contenziosi con vari azionisti esterni che possedevano anche interessi nelle società in cui Gotham investiva.
Nel 2003 si sviluppò una faida tra Ackman e Carl Icahn per un accordo che coinvolgeva Hallwood Realty. I due concordarono un accordo di "assicurazione stupida", in base al quale, se Icahn avesse venduto le azioni entro 3 anni e avesse realizzato un profitto del 10% o più, lui e Ackman avrebbero diviso i proventi. Icahn ha pagato 80 dollari per azione. Nell'aprile 2004 HRPT Property Trust ha acquisito Hallwood, pagando $ 136,16 per azione. Secondo i termini del "contratto", Icahn doveva ad Ackman e ai suoi investitori circa 4,5 milioni di dollari. Icahn si rifiutò di pagare e Ackman fece causa. Otto anni dopo Icahn fu costretto a pagare 4,5 milioni di dollari più il 9% di interessi all'anno per ordine del tribunale.

### Pershing Square Capital Management

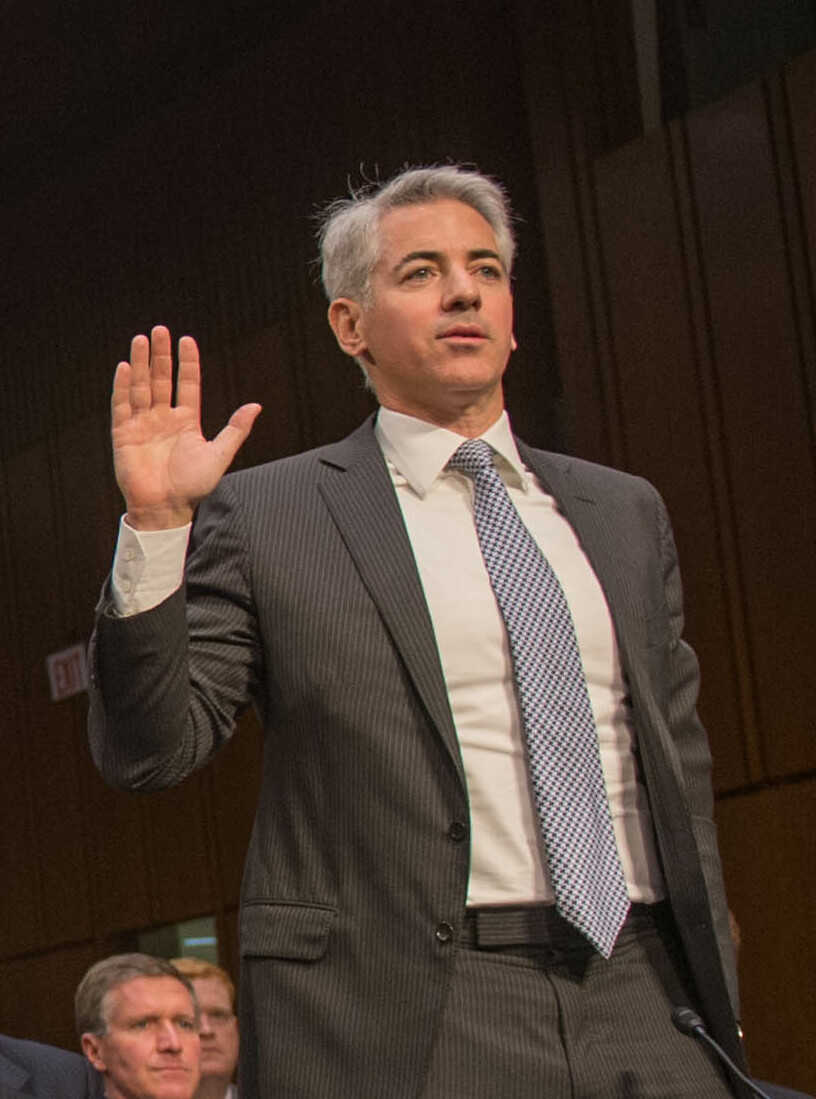
Ackman testimonia davanti al Congresso degli Stati Uniti nel 2016

Nel 2004 con 54 milioni di dollari provenienti dai suoi fondi personali e dal suo ex socio in affari Leucadia National, Ackman ha fondato Pershing Square Capital Management. Nel 2010 Pershing ha iniziato ad acquistare azioni J. C. Penney, pagando una media di 22 dollari per 39 milioni di azioni, ovvero il 18% delle azioni della società. Nell'agosto 2013 la campagna biennale per trasformare il grande magazzino si è conclusa bruscamente quando Ackman si è dimesso dal consiglio a seguito di un disaccordo con gli altri membri del consiglio.
Nel dicembre 2012 Pershing Square Capital Management ha lanciato un nuovo fondo chiuso chiamato Pershing Square Holdings, che ha raccolto 3 miliardi di dollari in un'IPO lanciata nell'ottobre 2014 sul mercato azionario Euronext di Amsterdam. Essendo un fondo chiuso del valore di 6,7 miliardi di dollari, PSH è stato concepito come un veicolo di capitale permanente dal quale gli investitori non avrebbero potuto prelevare i fondi investiti. Il fondo ha registrato rendimenti del 17,1% da dicembre 2012 a novembre 2017 sotto la gestione di Ackman, una performance che lo situa l'80% al di sotto dell'S&P 500.
Il 27 aprile 2016 Ackman insieme al CEO uscente di Valeant Pharmaceuticals, J. Michael Pearson, e all'ex CEO ad interim della società, Howard Schiller, ha testimoniato davanti al Comitato speciale sull'invecchiamento del Senato degli Stati Uniti.

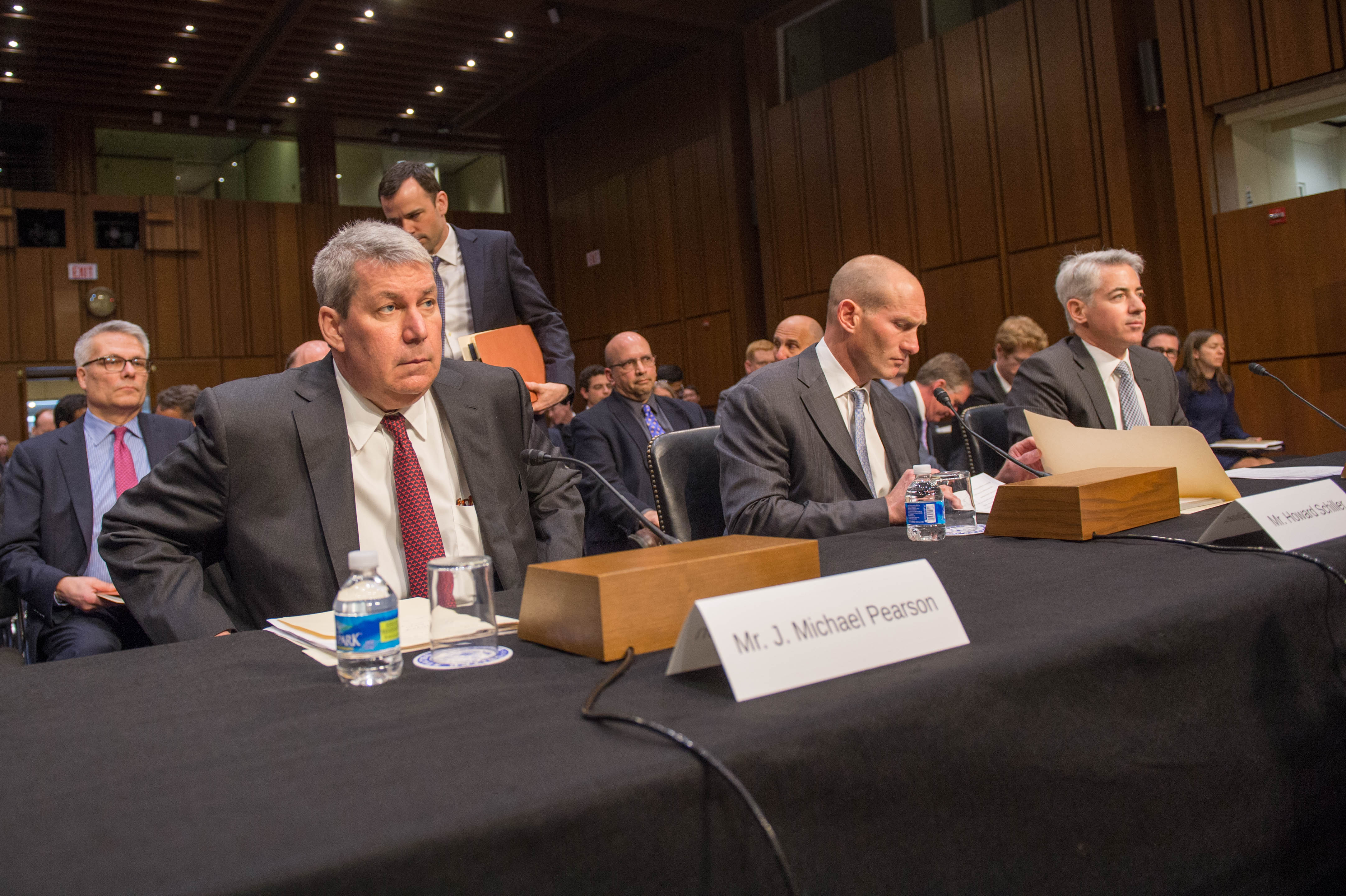
Ackman, il CEO di Valeant Michael Pearson e il CFO di Valeant Howard Schiller testimoniano davanti al Congresso il 27 aprile 2016

La giuria ha risposto alle domande relative alle preoccupazioni del comitato circa le ripercussioni sui pazienti e sul sistema sanitario poste dal modello di business di Valeant e dalle controverse pratiche di prezzo. Ackman ha aperto la sua testimonianza affermando che "come azionista di Valeant, riconosco che il mio investimento è stato un sostegno alla strategia di Valeant". Nel marzo 2017 Ackman ha venduto la sua rimanente posizione di 27,2 milioni di azioni in Valeant alla banca di investimento Jefferies per circa 300 milioni di dollari. È stato stimato che il costo totale della posizione, inclusi gli acquisti diretti di azioni e 9,1 milioni di azioni sottostanti alle opzioni su azioni negoziate con Nomura Global Financial Products, sia stato di 4,6 miliardi di dollari, con una perdita sostanziale.

## Opinioni

### Conflitto tra Israele e Hamas
L'8 ottobre 2023, con l'inizio della guerra di Gaza a seguito dell'attacco guidato da Hamas contro Israele, diversi gruppi di studenti universitari di Harvard hanno firmato una lettera di condanna dello Stato israeliano. La dichiarazione sosteneva che "il regime israeliano fosse interamente responsabile di tutte le violenze in corso", dichiarava che milioni di palestinesi a Gaza sono stati "costretti a vivere in una prigione a cielo aperto" e invitava Harvard ad "agire per fermare l'annientamento in corso dei palestinesi".
In risposta, Ackman ha chiesto la pubblicazione dei nomi di tutti gli studenti firmatari della lettera in modo da poter garantire che la sua azienda e altri non "assumano inavvertitamente" qualcuno di loro. Ackman ha pubblicato questo commento: "Non si dovrebbe essere messi in grado di nascondersi dietro uno scudo aziendale quando si esprimono dichiarazioni a sostegno delle azioni dei terroristi" e i nomi "dovrebbero essere divulgati in modo che le loro opinioni siano pubblicamente note". La posizione di Ackman è stata sostenuta da altri amministratori delegati, come Jonathan Neman, David Duel e Jake Wurzak. L'ex presidente di Harvard, Lawrence Summers, pur essendo d'accordo con Ackman sulla necessità di esaminare le opinioni politiche degli studenti, ha la richiesta di Ackman di una lista di nomi "roba da Joe McCarthy".
Nel novembre 2023 Ackman ha difeso Elon Musk quando che quest'ultimo è stato accusato di antisemitismo: Musk si era detto d'accordo con il commento di un utente cher richiamava un pregiudizio antisemita secondo cui "le comunità ebraiche" avrebbero promosso l'arrivo in Occidente di "orde di minoranze che inondavano il loro paese" per sobillare "l'odio dialettico contro i bianchi"; Ackman ha difeso la buona fede e i meriti di Musk derubricando quella sua uscita alla stregua di un "commento imrpovvisato".
Ackman si è impegnato anche in una campagna per rimuovere Claudine Gay dalla sua posizione di presidente di Harvard. Ha sostenuto che la sua risposta all'antisemitismo è stata insufficiente e ha amplificato le accuse di plagio.

### Tesi di laurea della moglie
Il 3 gennaio 2024 Business Insider ha pubblicato un articolo in cui si sosteneva che la moglie di Ackman, Neri Oxman, avrebbe plagiato parti della sua tesi. Il giorno dopo la pubblicazione dell'articolo, Oxman si è scusata per gli errori di citazione in alcune parti della sua tesi. Ackman, in risposta all'articolo, si impegnò a condurre una revisione del plagio di tutti i docenti del MIT, compresa la presidente del MIT, Sally Kornbluth, che, insieme a Gay, partecipò a un'audizione del Congresso sull'antisemitismo nell'istruzione superiore.

### Trump e Biden
Ackman ha sostenuto il Partito Democratico e ha appoggiato Dean Phillips per le primarie presidenziali del 2024.
Nell'aprile 2024 Ackman ha annunciato tramite X che non avrebbe sostenuto Joe Biden nelle prossime elezioni a causa della presunta mancanza di sostegno di Biden a Israele e che sarebbe stato disponibile a votare per l'ex presidente Donald Trump. Ackman in precedenza aveva votato per Trump nelle elezioni del 2016.  Il 14 luglio 2024, Ackman ha appoggiato Donald Trump all'indomani del tentato omicidio dell'ex presidente.

### Film sul massacro in Israele
Ackman è stato coinvolto in una chat di gruppo WhatsApp di lunga data che è esistita dall'ottobre 2023 all'inizio di maggio 2024 con alcuni dei più potenti leader aziendali degli Stati Uniti con l'obiettivo dichiarato di "cambiare la narrativa" a favore di Israele e "aiutare a vincere la guerra" sull'opinione pubblica statunitense dopo l'attacco di Hamas del 7 ottobre a Israele. Le informazioni sulla chat di gruppo di WhatsApp sono state riportate dal Washington Post il 16 maggio 2024.  I membri della chat di gruppo hanno discusso di come hanno lavorato a stretto contatto con membri del governo israeliano, tra cui l'ex primo ministro israeliano Naftali Bennett, Benny Gantz, membro del gabinetto di guerra israeliano, e l'ambasciatore israeliano negli Stati Uniti, Michael Herzog.  I membri del gruppo, tra cui Ackman, hanno lavorato con il governo israeliano per proiettare un film intitolato "Testimoniare il massacro del 7 ottobre", che mostra filmati compilati dalle forze di difesa israeliane che ritraggono le uccisioni commesse da Hamas il 7 ottobre. Israele stima che 1.139 persone siano state uccise nell'attacco di Hamas del 7 ottobre, tra cui 695 civili israeliani, 36 dei quali erano bambini, 373 membri delle forze di sicurezza e 71 stranieri. Tra il 7 ottobre e il rapporto del Post, il Ministero della Sanità di Gaza gestito da Hamas ha stimato che gli attacchi dell'IDF avevano ucciso più di 35.000 palestinesi, per lo più civili. Le proiezioni del film sono state condotte a New York City e, con l'aiuto di Ackman, all'Università di Harvard, la sua alma mater.
I membri della chat di gruppo WhatsApp 2023-2024 hanno anche tenuto una videochiamata nell'aprile 2024 con il sindaco di New York Eric Adams nel tentativo, secondo quanto riportato dal Washington Post, di "fare pressione sul presidente e sugli amministratori della Columbia per consentire al sindaco di inviare la polizia al campus" per mettere a tacere le critiche alle operazioni militari offensive di Israele a Gaza, che molti manifestanti del campus, organizzazioni intergovernative e non governative, funzionari pubblici e governi di tutto il mondo, hanno accusato di genocidio.  Durante la videochiamata i membri del gruppo hanno discusso di fare donazioni politiche ad Adams. Un portavoce di Ackman ha dichiarato di non aver partecipato alla chat di gruppo dal 10 gennaio 2024 e che, sebbene Ackman "apprezzi e sostenga il sindaco", non aveva mai parlato con Adams delle proteste della Columbia né aveva fatto donazioni alla campagna di Adams.

## Vita privata
Ackman ha sposato Karen Ann Herskovitz, un architetto paesaggista, il 10 luglio 1994. Hanno tre figli. Il 22 dicembre 2016 la coppia si è separata. 
Nel 2018 Ackman si è fidanzato con Neri Oxman. Nel gennaio 2019, Oxman e Ackman si sono sposati alla Sinagoga Centrale di Manhattan, e hanno avuto il loro primo figlio nella primavera del 2019. 
Ackman ha appoggiato Michael Bloomberg come potenziale candidato alla presidenza degli Stati Uniti nelle elezioni presidenziali del 2016. È un donatore di lunga data di candidati democratici e organizzazioni, tra cui Richard Blumenthal, Chuck Schumer, Robert Menendez, il Comitato nazionale democratico e il Comitato per la campagna senatoriale democratica. 
Ackman è un appassionato tennista dilettante e ha commentato in un'intervista a Bloomberg News nel 2020 che potrebbe giocare una partita di doppio persino contro John McEnroe in un'intervista di Bloomberg News. 
Ackman possedeva un business jet Gulfstream G550 dal 2017. 

## Beneficenza
Ackman è uno dei firmatari di The Giving Pledge, impegnandosi a donare almeno il 50% della sua ricchezza entro la fine della sua vita a cause di beneficenza. Ha donato al Center for Jewish History, dove ha ritirato 30 milioni di dollari di debiti, contribuendo personalmente con 6,8 milioni di dollari.  La donazione, insieme a quelle di Bruce Berkowitz, fondatore di Fairholme Capital Management, e Joseph Steinberg, presidente di Leucadia National, sono state le tre più grandi donazioni individuali che il centro abbia mai ricevuto. La fondazione di Ackman ha donato 1,1 milioni di dollari all'Innocence Project di New York City e al Centurion Ministries di Princeton, nel New Jersey.
Nel 2006 Ackman, e l'allora moglie Karen, hanno fondato la Pershing Square Foundation per sostenere l'innovazione nello sviluppo economico, nell'istruzione, nella sanità, nei diritti umani, nelle arti e nello sviluppo urbano. La fondazione è uno dei principali donatori di Planned Parenthood. Dalla sua istituzione la fondazione ha impegnato dal 2006 più di 400 milioni di dollari in sovvenzioni. Nel 2011, gli Ackman sono stati inseriti nella lista "Philanthropy 50" di The Chronicle of Philanthropy dei donatori più generosi.
Nel luglio 2014 la Challenged Athletes Foundation, che fornisce attrezzature sportive a persone con disabilità fisiche, ha festeggiato Ackman in occasione di una raccolta fondi di gala presso l'hotel Waldorf Astoria di New York City per aver contribuito a raccogliere la cifra record di 2,3 milioni di dollari.
Il 15 marzo 2021 ha annunciato di aver donato 26,5 milioni di azioni della società di e-commerce sudcoreana Coupang, per un valore di 1,36 miliardi di dollari, a tre entità, una delle quali è la sua fondazione.
Nel dicembre 2022 Ackman ha messo all'asta un pranzo con se stesso per beneficenza in collaborazione con la David Lynch Foundation. Il ricavato è destinato ad aiutare "gli operatori sanitari in prima linea di New York, la polizia e i veterani che combattono ogni giorno l'ansia, la depressione, la dipendenza e il suicidio", con Ackman che ha pareggiato l'offerta vincente per sostenere la fondazione. L'offerta vincente più alta rispetto alle istanze precedenti è stata di $ 210.000.
Ackman è un sostenitore di David M. Sabatini, un biologo che è stato precedentemente licenziato dall'Howard Hughes Medical Institute e si è dimesso dal Whitehead Institute e dal MIT a causa di accuse e indagini di cattiva condotta sessuale. Il 1° marzo 2022 in occasione di un evento della Pershing Square Foundation, ha pronunciato osservazioni su quello che ha definito il trattamento ingiusto di Sabatini. Nel febbraio 2023 Ackman ha annunciato che la sua fondazione e un donatore anonimo avrebbero finanziato Sabatini con 25 milioni di dollari in cinque anni per creare e gestire un nuovo laboratorio di ricerca.